# XL航空 (フランス)

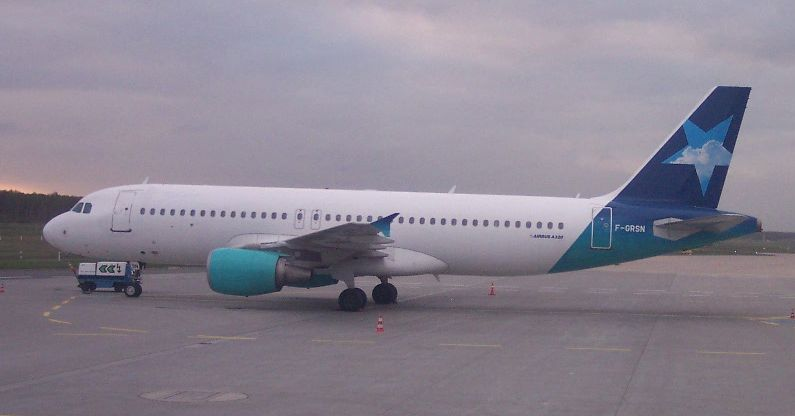
スター・エアラインズのエアバスA320-214

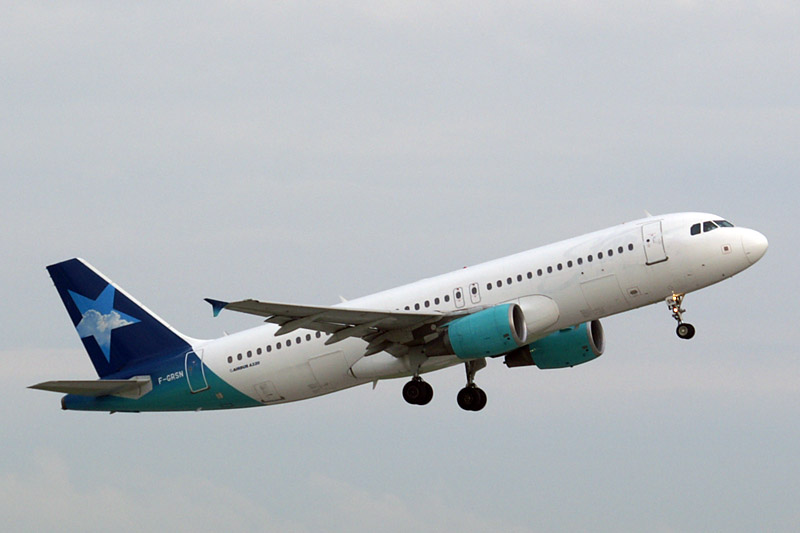
XL航空のエアバスA320-214

XL航空（フランス）（XL Airways France）は、かつて存在したパリ・シャルル・ド・ゴール国際空港を拠点とする定期航空会社。フランスから、アフリカ・カリブ海・中東諸国への定期便を運航していた。ドイツ・イギリスの同名の航空会社とは姉妹会社である。2019年運航停止。

## 概要
1995年にスター・エアラインズ（Star Airlines）として創立。2006年11月にイギリスのXLレジャーグループ(en:XL Leisure Group)の傘下となり、現在の社名となった。2019年9月、全便の運航及び新規発売を中止する。財務的な理由と報じられている。
運航に使用されているのは以下の機材である。
- エアバス A320-200 2機
- エアバス A330-200 2機
- エアバス A330-300 1機（Iberworldによる運航）